# Dou Shumei
Dou Shumei (ur. 22 kwietnia 1982) – chińska judoczka.
Uczestniczka mistrzostw świata w 2009. Zajęła trzecie miejsce w drużynie na mistrzostwach świata w 2008. Startowała w Pucharze Świata w 2008 i 2009. Srebrna medalistka mistrzostw Azji w 2007. Druga na igrzyskach Wschodniej Azji w 2009, a także mistrzostwach Azji Wschodniej w 2006 i trzecia w 2008 roku.